# Halirages gorbunovi
Halirages gorbunovi is een vlokreeftensoort uit de familie van de Calliopiidae. De wetenschappelijke naam van de soort is voor het eerst geldig gepubliceerd in 1946 door Gurjanova.